# Поділися зі мною своїми печалями
«Поділися зі мною своїми печалями» (англ. Crying Jag) — науково-фантастичне оповідання Кліффорда Сімака, вперше опубліковане журналом «Galaxy Magazine» у лютому 1960 року.

## Сюжет
До п'яниці Сема зайшов в гості п'яниця-інопланетянин Вілбур, який п'янів від сумних розповідей. Він дуже сподобався сусідам Сема, бо забирав сум з розповідей собі.
Коли за Вілбуром з'явилась інопланетна поліція, Сем переконав їх залишити Вілбура для користі землян. А заодно і запропонував перемістити всіх інопланетних «п'яниць» на Землю.
До того як інопланетяни встигли це зробити, Сем отримав гроші від обидвох сторін за працевлаштування Вілбура психотерапевтом у місцеву клініку.